# مرد جعبه‌ای (فیلم)
مرد جعبه‌ای (ژاپنی: 箱男) یک فیلم درام (فیلم و تلویزیون) ژاپنی به کارگردانی گاکوریو ایشیئی است. این فیلم اقتباسی از رمان همنام (آدم جعبه‌ای) محصول ۱۹۷۳ نویسنده ژاپنی کوبو آبه است. این یک داستان سورئال است که در آن یک جعبه مقوایی به پوسته ای عالی برای مردانی تبدیل می‌شود که می‌خواهند از جامعه کناره‌گیری کنند و بدون دیده شدن به آن نگاه کنند.